# Gran Premio de Japón de Motociclismo de 2024
El Gran Premio de Japón de Motociclismo de 2024 (oficialmente: Motul Grand Prix of Japan) fue la decimosexta prueba del Campeonato del Mundo de Motociclismo de 2024. Tuvo lugar en el fin de semana del 4 al 6 de octubre de 2024 en el circuito Twin Ring Motegi situado en la localidad de Motegi, en la prefectura de Tochigi, Japón.
La carrera al sprint de MotoGP fue ganada por Francesco Bagnaia, seguido de Enea Bastianini y Marc Márquez.
La carrera de MotoGP fue ganada por Francesco Bagnaia, seguido de Jorge Martín y Marc Márquez. Manuel González fue el ganador de la prueba de Moto2, por delante de Ai Ogura y Filip Salač. La carrera de Moto3 fue ganada por David Alonso, Collin Veijer fue segundo y Adrián Fernández tercero. El colombiano David Alonso se convirtió en campeón del mundo de Moto3 2024 tras su victoria en Japón.

## Resultados

### Resultados MotoGP

#### Carrera al sprint
| Pos.    | N.º | Piloto                | Equipo                            | Constructor | Vueltas | Tiempo    | Parrilla | Puntos |
| ------- | --- | --------------------- | --------------------------------- | ----------- | ------- | --------- | -------- | ------ |
| 1       | 1   | Francesco Bagnaia     | Ducati Lenovo Team                | Ducati      | 12      | 21:01.074 | 2        | 12     |
| 2       | 23  | Enea Bastianini       | Ducati Lenovo Team                | Ducati      | 12      | +0.181    | 4        | 9      |
| 3       | 93  | Marc Márquez          | Gresini Racing MotoGP             | Ducati      | 12      | +0.349    | 9        | 7      |
| 4       | 89  | Jorge Martín          | Prima Pramac Racing               | Ducati      | 12      | +2.498    | 11       | 6      |
| 5       | 21  | Franco Morbidelli     | Prima Pramac Racing               | Ducati      | 12      | +4.326    | 6        | 5      |
| 6       | 49  | Fabio Di Giannantonio | Pertamina Enduro VR46 Racing Team | Ducati      | 12      | +4.446    | 7        | 4      |
| 7       | 73  | Álex Márquez          | Gresini Racing MotoGP             | Ducati      | 12      | +11.444   | 10       | 3      |
| 8       | 43  | Jack Miller           | Red Bull KTM Factory Racing       | KTM         | 12      | +11.875   | 14       | 2      |
| 9       | 12  | Maverick Viñales      | Aprilia Racing                    | Aprilia     | 12      | +11.947   | 3        | 1      |
| 10      | 72  | Marco Bezzecchi       | Pertamina VR46 Racing Team        | Ducati      | 12      | +12.299   | 8        |        |
| 11      | 25  | Raúl Fernández        | Trackhouse Racing MotoGP          | Aprilia     | 12      | +14.559   | 13       |        |
| 12      | 20  | Fabio Quartararo      | Monster Energy Yamaha MotoGP      | Yamaha      | 12      | +14.645   | 12       |        |
| 13      | 10  | Luca Marini           | Repsol Honda Team                 | Honda       | 12      | +15.886   | 20       |        |
| 14      | 5   | Johann Zarco          | LCR Honda Castrol                 | Honda       | 12      | +16.170   | 16       |        |
| 15      | 37  | Augusto Fernández     | Red Bull GASGAS Tech3             | KTM         | 12      | +20.522   | 18       |        |
| 16      | 42  | Álex Rins             | Monster Energy Yamaha MotoGP      | Yamaha      | 12      | +24.415   | 19       |        |
| 17      | 32  | Lorenzo Savadori      | Trackhouse Racing MotoGP          | Aprilia     | 12      | +25.482   | 22       |        |
| 18      | 87  | Remy Gardner          | Yamaha Factory Racing Team        | Yamaha      | 12      | +32.620   | 23       |        |
| Ret     | 36  | Joan Mir              | Repsol Honda Team                 | Honda       | 11      | Retirado  | 17       |        |
| Ret     | 41  | Aleix Espargaró       | Aprilia Racing                    | Aprilia     | 9       | Caída     | 15       |        |
| Ret     | 31  | Pedro Acosta          | Red Bull GASGAS Tech3             | KTM         | 8       | Caída     | 1        |        |
| Ret     | 30  | Takaaki Nakagami      | LCR Honda Idemitsu                | Honda       | 4       | Caída     | 21       |        |
| Ret     | 33  | Brad Binder           | Red Bull KTM Factory Racing       | KTM         | 2       | Caída     | 5        |        |
| Fuente: |     |                       |                                   |             |         |           |          |        |

#### Carrera larga
| Pos.    | N.º | Piloto                | Equipo                            | Constructor | Vueltas | Tiempo    | Parrilla | Puntos |
| ------- | --- | --------------------- | --------------------------------- | ----------- | ------- | --------- | -------- | ------ |
| 1       | 1   | Francesco Bagnaia     | Ducati Lenovo Team                | Ducati      | 24      | 42:09.790 | 2        | 25     |
| 2       | 89  | Jorge Martín          | Prima Pramac Racing               | Ducati      | 24      | +1.189    | 11       | 20     |
| 3       | 93  | Marc Márquez          | Gresini Racing MotoGP             | Ducati      | 24      | +3.822    | 9        | 16     |
| 4       | 23  | Enea Bastianini       | Ducati Lenovo Team                | Ducati      | 24      | +4.358    | 4        | 13     |
| 5       | 21  | Franco Morbidelli     | Prima Pramac Racing               | Ducati      | 24      | +17.940   | 6        | 11     |
| 6       | 33  | Brad Binder           | Red Bull KTM Factory Racing       | KTM         | 24      | +18.502   | 5        | 10     |
| 7       | 72  | Marco Bezzecchi       | Pertamina VR46 Racing Team        | Ducati      | 24      | +19.371   | 8        | 9      |
| 8       | 49  | Fabio Di Giannantonio | Pertamina Enduro VR46 Racing Team | Ducati      | 24      | +20.199   | 7        | 8      |
| 9       | 41  | Aleix Espargaró       | Aprilia Racing                    | Aprilia     | 24      | +30.442   | 15       | 7      |
| 10      | 43  | Jack Miller           | Red Bull KTM Factory Racing       | KTM         | 24      | +31.184   | 14       | 6      |
| 11      | 5   | Johann Zarco          | LCR Honda Castrol                 | Honda       | 24      | +31.567   | 16       | 5      |
| 12      | 20  | Fabio Quartararo      | Monster Energy Yamaha MotoGP      | Yamaha      | 24      | +32.299   | 12       | 4      |
| 13      | 30  | Takaaki Nakagami      | LCR Honda Idemitsu                | Honda       | 24      | +33.003   | 21       | 3      |
| 14      | 10  | Luca Marini           | Repsol Honda Team                 | Honda       | 24      | +35.974   | 20       | 2      |
| 15      | 25  | Raúl Fernández        | Trackhouse Racing MotoGP          | Aprilia     | 24      | +39.321   | 13       | 1      |
| 16      | 42  | Álex Rins             | Monster Energy Yamaha MotoGP      | Yamaha      | 24      | +40.839   | 19       |        |
| 17      | 87  | Remy Gardner          | Yamaha Factory Racing Team        | Yamaha      | 24      | +59.547   | 23       |        |
| Ret     | 31  | Pedro Acosta          | Red Bull GASGAS Tech3             | KTM         | 12      | Caída     | 1        |        |
| Ret     | 12  | Maverick Viñales      | Aprilia Racing                    | Aprilia     | 11      | Caída     | 3        |        |
| Ret     | 37  | Augusto Fernández     | Red Bull GASGAS Tech3             | KTM         | 6       | Caída     | 18       |        |
| Ret     | 32  | Lorenzo Savadori      | Trackhouse Racing MotoGP          | Aprilia     | 1       | Caída     | 22       |        |
| Ret     | 73  | Álex Márquez          | Gresini Racing MotoGP             | Ducati      | 0       | Caída     | 10       |        |
| Ret     | 36  | Joan Mir              | Repsol Honda Team                 | Honda       | 0       | Caída     | 17       |        |
| Fuente: |     |                       |                                   |             |         |           |          |        |

### Resultados Moto2
| Pos.    | N.º | Piloto                  | Constructor | Vueltas | Tiempo    | Parrilla | Puntos |
| ------- | --- | ----------------------- | ----------- | ------- | --------- | -------- | ------ |
| 1       | 18  | Manuel González         | Kalex       | 12      | 22:52.521 | 14       | 25     |
| 2       | 79  | Ai Ogura                | Boscoscuro  | 12      | +2.535    | 9        | 20     |
| 3       | 12  | Filip Salač             | Kalex       | 12      | +9.103    | 18       | 16     |
| 4       | 52  | Jeremy Alcoba           | Kalex       | 12      | +9.240    | 22       | 13     |
| 5       | 84  | Zonta van den Goorbergh | Kalex       | 12      | +14.758   | 2        | 11     |
| 6       | 43  | Xavier Artigas          | Forward     | 12      | +35.812   | 27       | 10     |
| 7       | 13  | Celestino Vietti        | Kalex       | 12      | +53.847   | 11       | 9      |
| 8       | 10  | Diogo Moreira           | Kalex       | 12      | +54.359   | 6        | 8      |
| 9       | 21  | Alonso López            | Boscoscuro  | 12      | +56.883   | 8        | 7      |
| 10      | 28  | Izan Guevara            | Kalex       | 12      | +58.933   | 5        | 6      |
| 11      | 14  | Tony Arbolino           | Kalex       | 12      | +59.290   | 10       | 5      |
| 12      | 54  | Fermín Aldeguer         | Boscoscuro  | 12      | +59.692   | 15       | 4      |
| 13      | 96  | Jake Dixon              | Kalex       | 12      | +59.952   | 1        | 3      |
| 14      | 3   | Sergio García           | Boscoscuro  | 12      | +1:03.215 | 17       | 2      |
| 15      | 15  | Darryn Binder           | Kalex       | 12      | +1:03.495 | 21       | 1      |
| 16      | 44  | Arón Canet              | Kalex       | 12      | +1:09.180 | 3        |        |
| 17      | 53  | Deniz Öncü              | Kalex       | 12      | +1:08.863 | 13       |        |
| 18      | 7   | Barry Baltus            | Kalex       | 12      | +1:09.446 | 7        |        |
| 19      | 24  | Marcos Ramírez          | Kalex       | 12      | +1:10.153 | 12       |        |
| 20      | 81  | Senna Agius             | Kalex       | 12      | +1:10.296 | 20       |        |
| 21      | 22  | Ayumu Sasaki            | Kalex       | 12      | +1:19.507 | 24       |        |
| 22      | 75  | Albert Arenas           | Kalex       | 12      | +1:25.458 | 16       |        |
| 23      | 11  | Álex Escrig             | Forward     | 12      | +1:26.203 | 25       |        |
| 24      | 5   | Jaume Masiá             | Kalex       | 12      | +1:28.788 | 23       |        |
| 25      | 20  | Xavier Cardelús         | Kalex       | 12      | +1:45.709 | 28       |        |
| 26      | 71  | Dennis Foggia           | Kalex       | 12      | +1:48.403 | 19       |        |
| 27      | 16  | Joe Roberts             | Kalex       | 11      | +1 vuelta | 4        |        |
| Ret     | 34  | Mario Aji               | Kalex       | 8       | Retirado  | 26       |        |
| 1. 2.   |     |                         |             |         |           |          |        |
| Fuente: |     |                         |             |         |           |          |        |

### Resultados Moto3
| Pos.    | N.º | Piloto             | Constructor | Vueltas | Tiempo    | Parrilla | Puntos |
| ------- | --- | ------------------ | ----------- | ------- | --------- | -------- | ------ |
| 1       | 80  | David Alonso       | CFMoto      | 17      | 33:03.606 | 3        | 25     |
| 2       | 95  | Collin Veijer      | Husqvarna   | 17      | +0.524    | 2        | 20     |
| 3       | 31  | Adrián Fernández   | Honda       | 17      | +0.766    | 7        | 16     |
| 4       | 96  | Daniel Holgado     | Gas Gas     | 17      | +1.168    | 9        | 13     |
| 5       | 99  | José Antonio Rueda | KTM         | 17      | +1.209    | 14       | 11     |
| 6       | 6   | Ryusei Yamanaka    | KTM         | 17      | +1.389    | 5        | 10     |
| 7       | 24  | Tatsuki Suzuki     | Husqvarna   | 17      | +2.336    | 17       | 9      |
| 8       | 64  | David Muñoz        | KTM         | 17      | +3.890    | 8        | 8      |
| 9       | 72  | Taiyo Furusato     | Honda       | 17      | +3.953    | 13       | 7      |
| 10      | 82  | Stefano Nepa       | KTM         | 17      | +7.993    | 11       | 6      |
| 11      | 18  | Matteo Bertelle    | Honda       | 17      | +8.042    | 15       | 5      |
| 12      | 22  | David Almansa      | Honda       | 17      | +10.238   | 10       | 4      |
| 13      | 7   | Filippo Farioli    | Honda       | 17      | +11.797   | 18       | 3      |
| 14      | 54  | Riccardo Rossi     | KTM         | 17      | +13.252   | 16       | 2      |
| 15      | 78  | Joel Esteban       | CFMoto      | 17      | +13.294   | 19       | 1      |
| 16      | 48  | Iván Ortolá        | KTM         | 17      | +22.395   | 1        |        |
| 17      | 12  | Jacob Roulstone    | Gas Gas     | 17      | +22.452   | 21       |        |
| 18      | 85  | Xabier Zurutuza    | KTM         | 17      | +22.539   | 22       |        |
| 19      | 19  | Scott Ogden        | Honda       | 17      | +24.828   | 20       |        |
| 20      | 32  | Rei Wakamatsu      | Honda       | 17      | +45.762   | 26       |        |
| 21      | 66  | Joel Kelso         | KTM         | 16      | +1 vuelta | 6        |        |
| Ret     | 36  | Ángel Piqueras     | Honda       | 12      | Caída     | 4        |        |
| Ret     | 10  | Nicola Carraro     | KTM         | 6       | Caída     | 23       |        |
| Ret     | 58  | Luca Lunetta       | Honda       | 2       | Caída     | 12       |        |
| Ret     | 5   | Tatchakorn Buasri  | Honda       | 2       | Caída     | 25       |        |
| Ret     | 55  | Noah Dettwiler     | KTM         | 0       | Caída     | 24       |        |
| Fuente: |     |                    |             |         |           |          |        |